# Juxia
Juxia ist eine ausgestorbene Gattung der Unpaarhufer aus der Familie der Indricotheriidae. Diese Familie umfasst teilweise große bis sehr große Unpaarhufer, die zur näheren Verwandtschaft der Nashörner zählen, Juxia war aber ein eher  kleinerer Vertreter. Die Gattung lebte vor 41 bis 37 Millionen Jahren im mittleren und späten Eozän und wurde bisher nur in China und im nördlichen Indien gefunden. Nach dem Bau des Skelettes war Juxia ein relativ schneller Läufer, der sich von weicher Pflanzenkost ernährte. Die Erstbeschreibung der Gattung datiert in das Jahr 1964.

## Merkmale
Juxia gehörte zu den kleineren Indricotherien (Indricotheriidae), seine Maße erreichten nur etwa die Hälfte jener des riesigen Paraceratheriums. Rekonstruktionen gehen von einer Kopf-Rumpf-Länge von rund 300 cm aus, verteilt auf etwa 60 cm Kopf, 62 cm Hals und rund 178 cm Körper. Die Schulter erreichte eine Höhe von etwa 190 cm, der Kopf saß in einer Höhe von rund 220 bis 230 cm. Das Gewicht betrug schätzungsweise 759 kg, könnte aber auch bei 1,1 bis 1,4 t gelegen haben. Wie Paraceratherium besaß es lange Gliedmaßen und einen langen Hals. Der unvollständig überlieferte Schädel war etwa 60 cm lang. Er zeigte sich schmal und langgestreckt mit einem etwa gleich großen Gesichts- und Hirnschädel. Die Stirnlinie verlief deutlich konvex, auf dem Scheitelbein saß ein markant entwickelter Scheitelkamm. Das Nasenbein war verlängert, aber schwach ausgebildet und trug wie bei anderen Indricotherien kein Horn. Der Naseninnenraum reichte bis zum dritten Prämolaren und war so sehr ausgedehnt. Der Zwischenkieferknochen hatte keinen Kontakt zum Nasenbein. Der Jochbogen war schlank und lang, er bog im hinteren Abschnitt aufwärts. Das Hinterhauptsbein war wenig ausgezogen und eher rechtwinklig geformt.
Der Unterkiefer wies eine schmale und niedrige Form auf mit einer kurzen Symphyse, die nur bis zum ersten Prämolaren reichte. Unterhalb zwischen dem dritten und vierten Prämolaren saß ein Foramen mentale. Der aufsteigende Ast war breit und niedrig, das Unterkiefergelenk erhob sich nur wenig über die Kauebene. Der vordere Rand des Kronenfortsatzes ragte steil auf. Am aufsteigenden Ast zeichnete sich die Fossa masseterica als tiefe Furche ab. Das Gebiss umfasste mit der Zahnformel {\displaystyle {\frac {3.1.4.3}{3.1.4.3}}} die vollständige Bezahnung der ursprünglichen Säugetiere. Die Schneidezähne waren wenig spezialisiert, nur das innere Zahnpaar war etwas größer, jedoch nicht so stark vergrößert, dass es wie bei den späteren Indricotherien deutliche Stoßzähne bildete. Jeder Zahn des vorderen Gebisses stand dabei in einem gewissen Abstand zum anderen. Der Eckzahn ähnelte den Schneidezähnen, war aber größer. Zwischen dem Eckzahn und dem ersten Prämolaren befand sich ein deutliches Diastema. Letzterer war sehr klein, während die nächsten deutlich an Größe zunahmen. Die Molaren wiesen eine recht- bis dreieckige Form auf. In ihrer Struktur ähnelten sie weitgehend den Zähnen der Nashörner.
Das postcraniale Skelett ist nicht vollständig überliefert. Die Halswirbel waren deutlich gestreckt und bewirkten so den langen Hals des Tieres, der ein wenig die Schädellänge übertraf. Die Gliedmaßen zeichneten sich durch ihren schlanken Bau aus, sie waren deutlich weniger robust als bei den etwa zeitgleich auftretenden Vertretern der Brontotheriidae und bei den verwandten großen Indricotherien. Wie bei den anderen Indricotherien war der Radius auffallend länger als der Humerus. Ersterer maß 61 cm, letzterer 49 cm. Das Femur erreichte gut 60 cm, die Tibia 59 cm. Die Gliedmaßen endeten jeweils in drei Zehen, von denen der mittlere (Metapodium III) der größte war, während die zwei deutlich kleineren (II und IV) jeweils seitlich ansetzten. Die Vorderfüße besaßen allerdings noch einen zusätzlichen vierten, verkleinerten Zeh. Die Metapodien waren dabei ebenfalls schlank, wiesen aber keine seitlichen Verschmälerungen wie bei den anderen Indricotherien auf. Die Endgelenke wiesen jeweils markante Mittelrippeln auf.

## Fossilfunde
Die Gattung Juxia wurde bisher nur im nördlichen China und in der Mongolei nachgewiesen. Die Fossilüberlieferung ist spärlich. Die ersten Funde stammen aus den 1920er Jahren, die bei Expeditionen des American Museum of Natural History in der Mongolei gesammelt, aber erst später als zu Juxia gehörig erkannt wurden. Der am besten erhaltene Fund ist ein Teilskelett aus Ula Usu in der Inneren Mongolei, das 1959 während einer Expedition von Wissenschaftlern aus China und der Sowjetunion in der Shara-Murun-Formation entdeckt wurde. Dieser Fund weist ein späteozänes Alter auf und umfasst einen beschädigten Schädel, den Unterkiefer und zahlreiche Skelettreste des Bewegungsapparates sowie Reste der Wirbelsäule und stellt den Erstbeleg der Gattung dar. Aus der gleichen Region stammen auch einige zusätzliche Oberkieferfragmente, allerdings aus der Ulan-Gochu-Formation. Weitere Funde, vor allem isolierte Zähne, stammen aus der Hedi-Formation im Yuanqu-Becken in der Provinz Shanxi und datieren ins späte Mitteleozän. Ein fragmentierter Schädel kam im Liyan-Becken im indischen Ladakh zum Vorschein, der Fundpunkt im heutigen Himalaya lag ursprünglich 3000 bis 3500 m tiefer. Der Verweis zu Juxia wird aber nicht von allen Wissenschaftlern geteilt.

## Paläobiologie
Bei Huftieren wird etwa drei Viertel des Körpergewichts von den Vorderbeinen getragen. Der Bau und die Position der Beine unter dem Körper geben Aufschluss über die Fortbewegungsweise. Kurze untere Beinabschnitte mit einem gestreckten Ellenbogengelenk sind dabei typisch für schwerfällige Tiere, während lange untere Beinabschnitte und leicht gebeugte Ellenbogen auf schnellläufige hindeuten. Juxia besitzt relativ lange und schlanke Fußskelettknochen, während der Unterarm und der Unterschenkel den oberen Abschnitten von Arm und Bein in der Länge entsprechen oder sie übertreffen. Der Ellenbogen bildete außerdem rekonstruiert einen Winkel von etwa 135°. Der extrem starke Mittelstrahl der Hände und Füße und die deutlich verkleinerten beiden Seitenstrahlen zeigen eine Tendenz zur Monodactylie („Einzehigkeit“). An der Brustwirbelsäule tritt kein diaphragmatischer Wirbel auf (der Wirbel, der den vorderen Teil der Wirbelsäule vom hinteren trennt, häufig der Wirbel mit dem Dornfortsatz, der den höchsten Punkt der Rückenwirbelsäule markiert), die Dornfortsätze sind meist breit. Ebenso ist die Lendenwirbelsäule mit fünf bis sechs Wirbeln sehr lang. All dies spricht für ein recht schnelles Tier mit gut beweglicher Wirbelsäule. Am Oberarm tritt zudem ein eiförmiger Gelenkkopf auf mit in Körperlängsrichtung stärker gewölbter Oberfläche. Dies ermöglichte weite längsgerichtete Armbewegungen und verminderte seitliche Auswärtsbewegungen. Eine ähnliche Funktion hatte die Mittelrippe auf den Gelenken der Metapodien, wodurch die Phalangen nicht seitlich ausscheren konnten.
Die niederkronigen (brachyodonten) Backenzähne sind typisch für eine überwiegend weiche Pflanzenkost (browsing), möglicherweise dominierte eine blatt- und fruchtreiche Nahrung. Der Scheitelkamm, der niedrige aufsteigende Ast des Unterkiefers und die tiefe Fossa masseterica sind ungewöhnliche Merkmale bei Huftieren. Dadurch war wohl der Musculus masseter besonders stark ausgebildet. Anzunehmen ist, dass vertikale Bewegungen beim Kauen vorherrschten und seitliche Bewegungen kaum auftraten. Die Form und Anordnung der Schneidezähne ist ebenfalls ungewöhnlich. Sie sind nahezu gleich groß, die oberen stehen senkrecht, während die unteren sich nach vorn orientieren. Bei Gebissschluss griffen die Zähne in die jeweilige Zahnlücke der gegenüberliegenden Gebissreihe, so dass lediglich ein kleiner Spalt zwischen den jeweils innersten Schneidezähnen offen blieb. Es wird angenommen, dass Juxia seine Nahrung mit den Schneidezähnen aufnahm, dabei einen Zweig zwischen die Zahnlücke klemmte und mit seitlichen Kopfbewegungen abriss. Die nur wenigen Knochenmarken am Schädel, die auf eine ausgeprägte Gesichtsmuskulatur verweisen könnten, machen besonders bewegliche Lippen unwahrscheinlich.

## Systematik
Juxia ist eine Gattung aus der ausgestorbenen Familie der Indricotheriidae, die wiederum innerhalb der Überfamilie der Rhinocerotoidea steht und somit zur Nahverwandtschaft der heutigen Nashörner gehört. Abweichend von den Nashörnern war bei den Indricotherien aber kein Horn ausgebildet. Weitere anatomische Unterschiede finden sich unter anderem im Bau des vorderen Gebisses. Dieses besteht bei den Indricotherien aus kurzen, konisch geformten Schneidezähnen, aus denen sich bei moderneren Formen jeweils ein dolchartiges Paar oben und unten entwickelte. Die Nashörner besitzen dagegen nur ein dolchartiges Paar im Unterkiefer, während im oberen Gebiss die Schneidezähne meißelartig sind.
Innerhalb der Indricotherien stellt Juxia einen basalen (urtümlichen) Vertreter dar. Dies zeigt vor allem das vollständige, nicht reduzierte Säugetiergebiss, die kaum spezialisierten Schneidezähne und der generell kleine und schlankere Körperbau mit langen Gliedmaßen. Es ging vermutlich aus dem mitteleozänen ponygroßen Forstercooperia hervor und kam hauptsächlich im späten Mitteleozän und im Späteozän vor 40 bis 34 Millionen Jahren vor. Zu seinen Nachfolgern gehören die riesenhaften Gattungen Urtinotherium und Paraceratherium. Letztere stellt das größte bekannte Landsäugetier der Erdgeschichte dar.
Erstmals beschrieben wurde Juxia 1964 von den chinesischen Paläontologen Chow Minchen und Chiu Chan-siang anhand des Teilskeletts aus der Shara-Muren-Formation, das als Holotyp fungiert (Exemplarnummer V 2891). Dabei ist Juxia die latinisierte Version der chinesischen Wörter Ju-xi (巨犀), was so viel wie „riesiges Nashorn“ bedeutet. Einzige heute anerkannte Art ist J. sharamurenense, wobei sich der Artname auf die Lage des Teilskeletts in der gleichnamigen geologischen Formation bezieht. Der Artname wurde später in J. sharamurenensis auf Basis der zoologischen Nomenklatur korrigiert. Ursprünglich waren mit J. borissiaki und J. shoui zwei weitere Arten beschrieben worden, die aber weitgehend mit J. sharamurenensis synonymisiert sind. In Teilen wird auch die Gattung Irmequincisoria zu Juxia gezählt. Diese basiert auf weitgehend isolierten Zähnen und Oberkieferresten aus dem Wucheng-Becken in der chinesischen Provinz Henan und wurde 1976 mit zwei Arten eingeführt: I. mazhuangensis und I. micracis. Andere Autoren sehen zumindest J. micracis und J. shoui als zwei weitere eigenständige Arten von Juxia an.
Die Eigenständigkeit der Gattung Juxia war nicht immer gegeben. Leonard B. Radinsky sah 1967 keine größeren Unterschiede zu Forstercooperia und setzte ersteres mit dem früher beschriebenen letzteren gleich. Dies wurde von anderen Fachleuten aufgrund des etwas anderen Gebissbaus und zusätzlicher anatomischer Merkmale wie etwa dem deutlich weiter nach hinten reichenden Naseninnenraum bei Juxia kritisch gesehen. Daher hoben Spencer George Lucas und Forscherkollegen die Synonymität 1981 wieder auf. Seitdem gilt Juxia wieder als anerkannte Gattung.